# Jaunutis
Jaunutis (litovsko Jaunutis, poljsko Jawnuta, belorusko Яўнут, Jaunut, dobesedno  "mladi mož"), krščen kot Ivan, je bil od očetove smrti leta 1341 do leta 1345,  ko sta ga odstavila brata  Algirdas in Kęstutis, litovski veliki knez, * okoli 1300, † po 1366.
Poljski zgodovinar Jan Tęgowski trdi, da je bil rojen v letih 1306 do 1309.
Do Gediminasove smrti ni bil Jaunutis omenjen v nobenem pisnem viru. O tem, zakaj je Gediminas za svojega naslednika izbral prav njega kot srednjega sina, obstala več teorij. Nekateri zgodovinarji menijo, da je bil sprejemljiv kompromis med Gediminasovima poganskima sinovoma Algirdasom in Kęstutisom  in pravoslavnimi sinovi Narimantasom, Karijotasom in Liubartasom. Drugi menijo, da je prišel na prestol kot najstarejši sin druge Gediminasove žene, ki je bila pravoslavna vojvodinja.  Prva žena je bila poganka. Tretja teorija trdi, da je ob očetovi smrti živel skupaj z njim in s tem postal logični  naslednik Vilne in Litve.

## Vladanje
O Jaunutisovem vladanju je zelo malo podatkov. Bilo je  precej mirno, ker je  tevtonske viteze vodil nedejaven veliki mojster Ludolf König.  Jaunutisovi bratje so bili veliko bolj aktivni: Algirdas je napadel Možajsk, Livonski red in branil Pskov, Kęstutis pa je pomagal Liubartasu v nasledstvenih sporih v Galiciji-Voliniji. Bihovski letopis  omenja, da je Jaunutisa ščitila njegova mati Jevna Pološka, ki je umrla okoli leta 1344, Jaunutis pa je kmalu zatem izgubil oblast. Če je to res, je bil to zanimiv primer vpliva kraljice matere v poganski Litvi. Konkretna spodbuda za njegovo odstavitev bi lahko bil velik vojni pohod, ki so ga leta 1345  načrtovali tevtonski vitezi. Jaunutisov brat Narimantas je po Jaunutisovi odstavitvi odpotoval k Džanibegu, kanu Zlate horde, da bi z njim v bratovem imenu sklenil zavezništvo proti Algirdasu in Kęstutisu. Jaunutisa so v Vilni zaprli, vendar mu je uspelo pobegniti k svojemu svaku Simeonu Ruskemu v Moskvo. Tam je bil krščen za Ivana, pomoči pa verjetno ni iskal, ker je tistega leta umrla njegova sestra in Simeonova žena Aigusta.  Tako Jaunutis kot Narimantas sta se morala spraviti z Algirdasom in Jaunutis je postal izjaslavski vojvoda. 

## Smrt
Domneva se, da je umrl okoli leta 1366, ker je zadnjič omenjen v sporazumu s Poljsko, sklenjen leta 1366, v sporazumu z Livonijo leta 1367 pa ne več.

## Družina
Imel je tri sinove: Simeona Izjaslavskega, Gregorja Słuckega in Mihala Izjaslavskega. Mihal je v Izjaslavsku vladal do svoje smrti 12. avgusta 1399 v bitki ob reki Vorskli.